# Jazgarzewszczyzna
Jazgarzewszczyzna är en by i Mazowsze nära Piaseczno i Polen. Den är belägen i Masoviens vojvodskap. Befolkningen uppmättes 2008 till 274 personer.